# Jerry Jerome

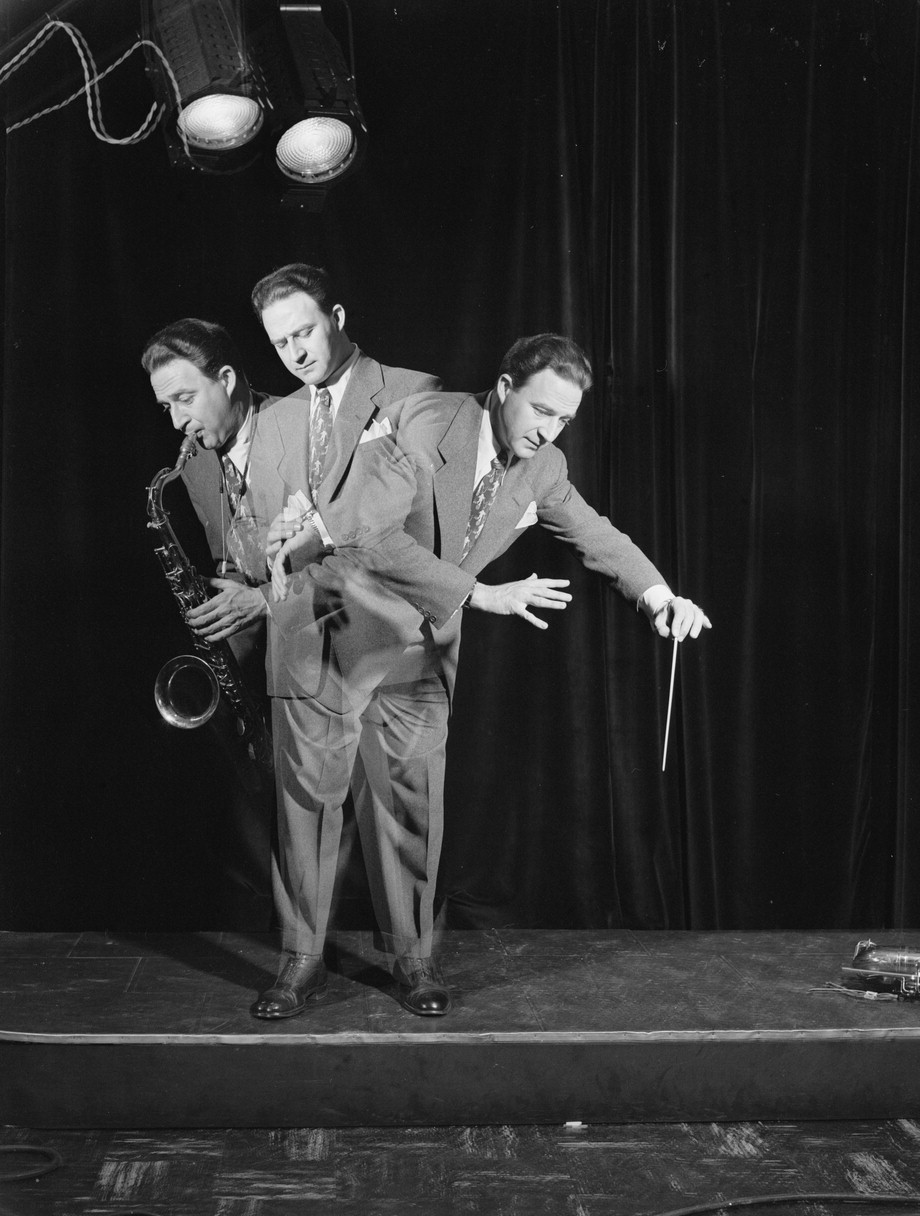
Jerry Jerome, ca. Juni 1947.
Fotografie von William P. Gottlieb.

Jerry Jerome (* 19. Juni 1912 in New York City; † 17. November 2001 in Sarasota, Florida) war ein US-amerikanischer Jazz-Musiker (Klarinette, Altsaxophon, Tenorsaxophon) und Musikproduzent.
Jerome begann seine Karriere in den 1930er Jahren, als er als Medizinstudent in Tanzbands spielte. Mit dem Orchester von Harry Reser entstanden 1936 die ersten Aufnahmen; bald darauf verließ er endgültig das College und startete eine Profilaufbahn als Musiker. Er gehörte dann 1936/37 Glenn Millers frühen, wenig erfolgreichen Band an, spielte 1938 kurz bei Red Norvo und arbeitete dann vorwiegend als Studiomusiker. Jerome spielte in den folgenden Jahren mit Artie Shaw (1938), Ziggy Elman (1938/39), Benny Goodman (1938–40), an dessen Sextett-Einspielungen mit Charlie Christian er beteiligt war. Er arbeitete auch mit Lionel Hampton; 1941 kehrte er kurz zu Artie Shaw zurück, um danach Vollzeitmusiker in den Studios und schließlich musikalischer Leiter für NBC (1942–46) zu werden. 1950 wirkte er an Aufnahmen von Ella Fitzgerald mit dem Sy Oliver Orchester mit.
Unter eigenem Namen hatte Jerome Mitte der 1940er Jahre mit Teddy Wilson eine Dixieland Jazzformation sowie einige Titel für Apollo im Jahr 1947 und Ende der 1950er Jahre ein Album für ABC-Paramount eingespielt.
Einige Jahre war er als A&R für die Label Apollo (1946–48) und Keynote Records tätig und wurde dann musikalischer Leiter bei dem Sender WPIX-TV in New York. Mitte der 1950er Jahre begann er eine erfolgreiche Karriere als Komponist von Jingles. Nach seinem Ruhestand zog er in den 1980er Jahren nach Florida, begann erneut als Jazzmusiker aufzutreten und blieb bis zu seinem Tod im November 2001 aktiv, u. a. auch als Sideman bei Aufnahmen von Ruby Braff (Being with You) und Bob Wilber (1996). Nach seinem Tode erschien ein Album bei Arbors mit den Höhepunkten seiner bisherigen Karriere und neuen Aufnahmen, u. a. mit Eddie Higgins.

## Diskographische Hinweise
- The Jerry Jerome Trio (Vantage, 1944) mit Teddy Wilson und Cozy Cole
- Something Old, Something New (Arbors, 1939–1996)
- Something Borrowed, Something Blue (Arbors, 1939–2001)
- Boca Raton Florida May 19, 1998 (Jazz Nite, 1998)